# Srpen 2006
2. srpna – středa
 Společnost Eurotunnel, provozující tunel pod kanálem La Manche mezi Francií a Velkou Británií, dnes vyhlásila bankrot. Její dluhy dosáhly výše 6,18 miliardy liber, tedy asi 260 miliard korun. Eurotunnel proto požádal o ochranu před věřiteli a soud v Paříži firmě vyhověl.
 V konfliktu mezi Izraelem a Libanonem došlo k nejintenzivnějšímu vzájemnému ostřelování raketami a dělostřelectvem. Hizballáh odpálil dosud nejvyšší počet raket a poprvé použil nový typ rakety, který zasáhl cíl nejhlouběji na izraelském území.
3. srpna – čtvrtek
 Izraelské letectvo podniklo desítky náletů na východní část údolí Bikáa a další oblasti v jižním Libanonu. V současné době operuje na libanonském území téměř 10 000 vojáků izraelské armády. Během tří týdnů izraelské ofenzívy proti hnutí Hizballáh přišlo o život přes 900 lidí a 3000 dalších utrpělo zranění, z nichž asi třetina byly děti do 12 let. Hizballáh podle vlastních zdrojů přišel o 80 bojovníků. Izrael počet svých mrtvých odhaduje na tři až čtyři stovky.
 Ani dva měsíce po volbách nemá ČR novou vládu, ani předsedu poslanecké sněmovny.
 Na post premiéra Ukrajiny byl jmenován Viktor Janukovyč.
4. srpna – pátek
 Slovenský parlament počtem 80 hlasů pro a 55 proti udělil důvěru nové vládě Roberta Fica (SMER – sociálna demokracia). Od této vlády se očekává výrazný útlum reformních kroků, zahájených předchozí vládou premiéra Dzurindy.
 Strana zelených vystoupila z trojkoalice a umožnila, aby se ODS dohodla na dalším postupu s ČSSD, prezident jim na to dává týden.
5. srpna – sobota
 Na jihovýchodě Turecka byla zahájena výstavba kontroverzní přehrady Ilısu na řece Tigris. V důsledku jejího dokončení dojde k zaplavení 10 000 let starého kurdského města Hasankeyf.
6. srpna – neděle
 Návrh rezoluce Rady bezpečnosti OSN s cílem ukončení bojů v Libanonu vznikl po společném jednání Francie a Spojených států. O rezoluci bude nyní hlasovat OSN. Právě USA znění dohody o zastavení bojů dosud blokovaly.
 Již 55 obětí na životech si vyžádala tropická bouře Prapirun v jižní Číně. Své domovy před ní muselo upustit přes půl miliónu lidí a například na letišti v Hongkongu muselo být zrušeno přes 800 letů.
7. srpna – pondělí
 Po mimořádně horkém a suchém červenci se na začátku srpna do ČR dostavily dešťové srážky v takovém rozsahu, že na horním toku Labe, Jizery a Smědé byl vyhlášen 3. stupeň povodňové aktivity. Na mnoha místech způsobuje přívalová voda škody na pozemních komunikacích a je zatopena řada domů. Ve Špindlerově Mlýně se řeka Labe přelévá přes korunu přehradní hráze.
 Světové ceny ropy dosáhly dalšího maxima, když se 1 barel ropy Brent prodával za 78,44 dolaru. Příčinou cenového nárůstu je zastavení těžby na aljašském ropném poli Prudhoe Bay, jehož těžba pokrývala přibližně 8 % spotřeby USA. Důvodem pro uzavření je silná koroze ropovodu a hrozící ekologická havárie značného rozsahu. Společnost British Petroleum, která zde těžbu provádí zatím neuvedla, na jak dlouho bude těžba přerušena.
8. srpna – úterý
Filipínská sopka Mayon hrozí podle odborníků v nejbližší době velkou erupcí, a proto byly desetitisíce lidí z jejího okolí evakuovány. Sopka vychrlila během pondělí šestkrát sloup popela až do výšky 800 metrů a bylo zaznamenáno více než sto otřesů země za posledních 24 hodin.
 Zemětřesení o síle 6,7 stupně Richterovy škály zasáhlo oblast vanuatského ostrova Espritu Santo.
 V Praze zemřel český divadelní a filmový herec Josef Langmiler (* 12. dubna 1923 Želeč u Tábora).
9. srpna – středa
 Izraelský bezpečnostní kabinet schválil rozšíření pozemních operací v Libanonu ve snaze oslabit co nejvíc libanonský Hizballáh před předpokládaným příměřím. Od 12. července v tomto konfliktu zahynulo na 1000 Libanonců a asi 100 Izraelců.
10. srpna – čtvrtek
 Britský Scotland Yard patrně zabránil řadě teroristických útoků (explozivními látkami v kapalném stavu) na civilní letecké spoje do USA, když během noci provedl zatčení přibližně 20 osob podezřelých z toho, že se chystaly propašovat nálože na palubu vytipovaných letadel. Na londýnském letišti Heathrow platí zvýšená bezpečnostní opatření a dochází ke značnému zpožďování mezinárodních letů.
12. srpna – sobota
 Velitel vojenských sil Hizballáhu Hasan Nasralláh oznámil, že se hodlá řídit rezolucí OSN a chce spolupracovat s vojáky mírových jednotek OSN. Podobně jako Nasralláh se vyjádřil i libanonský premiér Fuád Siniura, který rovněž podpořil rezoluci OSN. Izrael své stanovisko k rezoluci vydá v neděli.
13. srpna – neděle
 Izraelský kabinet premiéra Ehuda Olmerta schválil rezoluci OSN, která požadovala ukončení bojů mezi Izraelem a Libanonem. Boje by měly být ukončeny v 7:00 SELČ.
 Britský ministr vnitra John Reid řekl stanici BBC, že od útoků teroristů na londýnské metro 7. července 2005 britské bezpečnostní složky zabránily nejméně čtyřem dalším útokům. Dále také uvedl, že hrozba teroristického útoku je stále velmi vysoká.
 V Afghánistánu došlo v další násilné vlně, při střetech ozbrojenců militantního islamistického Tálibán s afghánskými ozbrojenými silami zemřelo 26 povstalců a pět afghánských vojáků a desítky lidí utrpěly zranění. Hlavní oblastí bojů je jihovýchodní provincie Paktika.
14. srpna – pondělí
 Dočasným předsedou Poslanecké sněmovny byl zvolen kandidát ČSSD Miloslav Vlček. V tajném hlasování dostal 174 hlasy z 194 přítomných poslanců (zdroj ČTK). Dosud byl Vlček předsedou rozpočtového výboru. Na post místopředsedy Poslanecké sněmovny byli zvoleni: Lucie Talmanová (ODS), 165 hlasů), Jan Kasal (KDU-ČSL, 103 hlasy), Lubomír Zaorálek (ČSSD, 148 hlasů) a Vojtěch Filip (KSČM, 101 hlas). V druhém kole byla zvolena i místopředsedkyně ODS Miroslava Němcová s 141 hlasem. Vůči Vojtěchu Filipovi se ohradil Miroslav Kalousek s tím, že lidovci nebudou volit komunisty a předseda Strany zelených Martin Bursík uvedl: „Máme etický problém s minulostí Vojtěcha Filipa. Nechceme upírat právo KSČM na poměrné zastoupení ve Sněmovně, ale máme s tímto kandidátem problém“.
 V Kongresovém centru v Praze začalo 26. valné shromáždění Mezinárodní astronomické unie. Vzhledem k programu zasedání (mj. definici pojmu planeta) se tak Praha stala centrem pozornosti nejen astronomického světa.
 Letadlo britské společnosti British Airways se vrátilo na londýnské letiště poté, co na jeho palubě začal zvonit mobilní telefon, k němuž se žádný z 217 cestujících nehlásil. Po návratu však technici zjistili, že telefon nepředstavoval žádnou hrozbu.
 Filípínská sopka Mayon začala vyvrhovat lávu. Z ohrožené oblasti bylo evakuováno cca 40 tisíc lidí. Přestože oblast střeží vojáci našli se lidé, kteří pronikají zpět, aby nakrmili svá zvířata, která jsou jejich zdrojem obživy.
16. srpna – středa
 Prezident republiky Václav Klaus přijal demisi vlády Jiřího Paroubka (ČSSD) a sestavením nové vlády je nyní pověřen předseda ODS Mirek Topolánek.
18. srpna – pátek
 V Praze zemřel český kameraman a režisér Jan Špáta (* 25. října 1932 v Náchodě), jeden z nejvýznamnějších představitelů českého dokumentárního filmu.
20. srpna – neděle
 Přes 70 příslušníků tálibánského hnutí a 4 afghánští policisté zemřeli při bojích povstalců s vládními jednotkami podporovanými silami NATO. Hlavní oblastí bojů je provincie Kandahár, kde povstalci zaútočili na několika místech.
21. srpna – pondělí
 Neúspěšně skončilo jednání mezi Jiřím Paroubkem (ČSSD) a Mirkem Topolánkem (ODS) o podmínkách, za kterých by ČSSD byla ochotna tolerovat menšinovou vládu ODS. Podle prohlášení M. Topolánka nemá ČSSD o uzavření této dohody reálný zájem a je velmi pravděpodobné, že dojde k opakovaným volbám do Poslanecké sněmovny.
 V Bagdádu začal druhý soudní proces se Saddámem Husajnem v němž je obžalován za vojenský zásah proti Kurdům na severu Iráku v letech 1987–1988. Obžaloba ho viní ze smrti několika desítek tisíc lidí včetně nasazení chemických zbraní proti civilnímu obyvatelstvu.
 Při tragické vlakové srážce u egyptského města Kaljúbu (přibližně 20 kilometrů severně od Káhiry) zahynulo 55 lidí. Nehoda byla pravděpodobně způsobena chybou strojvedoucího jednoho z osobních vlaků, který projel návěstidlo na červenou.
 Na řeckém poloostrově Chalkidiki došlo k velmi rozsáhlému lesnímu požáru, který byl patrně úmyslně založen. Řada turistů byla nucena přenocovat na pláži a někteří uvažují o předčasném návratu zpět domů. Zatím jedinou obětí je německý turista, který se utopil, když spadl do moře z člunu při evakuaci.
22. srpna – úterý
 Na východní Ukrajině došlo k letecké havárii – ruské letadlo Tu-154 se 170 cestujícími na palubě se zřítilo po nezdařeném pokusu o nouzové přistání. Letadlo údajně hořelo již za letu a podle posledních zpráv nikdo z lidí přítomných na palubě havárii nepřežil.
23. srpna – středa
 Ke kuriózní situaci došlo na Slovensku, kde si vysokou výhru v loterii ve výši téměř třicet miliónů slovenských korun (asi 22,5 miliónu českých korun) nikdo nevyzvedl v zákonem stanovené lhůtě. Výhra u společnosti Tipos tak v plné výši připadne státu.
24. srpna – čtvrtek
 Na 26. valném shromáždění Mezinárodní astronomické unie v Praze byla přijata rezoluce, která definuje ve Sluneční soustavě pouze 8 planet – (Merkur, Venuše, Země, Mars, Jupiter, Saturn, Uran, Neptun) a zbytek objektů dělí na „trpasličí planety“ (Ceres, Pluto atd.) a „malé objekty Sluneční soustavy“ (komety, planetky atd.)
 Jiří Paroubek a Miroslav Kalousek zahájili jednání o nové vládě tvořené zástupci ČSSD a KDU-ČSL a podporované komunisty. Kalousek připustil, že takovou vládu podporuje, byť to je značný ústupek vzhledem k předvolebním slibům strany.
25. srpna – pátek
 Po dvouhodinovém jednání celostátního výboru KDU-ČSL oznámil na tiskové konferenci Miroslav Kalousek, že jeho strana s okamžitou platností ukončuje rozhovory o vytvoření menšinové vlády s ČSSD podporované komunisty a že rezignuje na funkci předsedy strany. Tomuto předcházelo celodenní vyjadřování nesouhlasu s postupem vedení strany od regionálních organizací KDU-ČSL.
26. srpna – sobota
 Jiří Paroubek prohlásil v rozhovoru pro Právo, že raketová základna USA nebude na území České republiky. Velvyslanectví Spojených států v Praze však odpoledne uvedlo, že na seznamu zemí, v nichž by protiraketová základna mohla být umístěna, Česká republika figuruje stále.
 Tropická bouře Ernesto v současnosti o síle 75 km/h pravděpodobně zesílí, varovalo v sobotu americké Národní centrum pro hurikány v Miami na Floridě. Pohotovost již byla vyhlášena na Haiti a Jamajce, podle odhadů meteorologů může Ernesto zasáhnout také Kubu a Kajmanské ostrovy.
27. srpna – neděle
 V americkém státě Kentucky se zřítilo krátce po startu z letiště Lexington letadlo typu CRJ-100 společnosti Comair (filiálky společnosti Delta Airlines) s 50 lidmi na palubě. Z nich přežil jen pilot, byl však hospitalizován v kritickém stavu. Příčinou havárie je s největší pravděpodobností chybný start z příliš krátké rozjezové dráhy.
 Tropická bouře Ernesto zesílila a na pobřeží Haiti se změnila v hurikán s rychlostí větru kolem 110 km/h. Meteorologové nevylučují možnost, že by mohl ohrozit i oblast města New Orleans, které před rokem zpustošil hurikán Katrina.
28. srpna – pondělí
 Hurikán Ernesto dorazil na Kubu, kde byly evakuovány desítky tisíc nejohroženějších obyvatel. Kvůli hurikánu byl také již potřetí odložen start raketoplánu Atlantis, který byl z rozhodnutí NASA převezen ze startovací rampy zpět do hangáru.
 Silné monzunové deště si vyžádaly již nejméně 130 lidských obětí v západindickém státě Rádžasthán. Byly poničeny domy, zemědělská úroda a jsou hlášeny ztráty až 45 000 kusů dobytka, jehož chov je v oblasti hlavním pilířem hospodářství.
 Série 5 bombových atentátů v Turecku má za následek minimálně 3 mrtvé a desítky zraněných osob. Exploze v Istanbulu a turistickém středisku Antalyi na pobřeží Středozemního moře jsou dílem levicových extrémistických kurdských organizací, požadujících autonomii pro území s většinovou kurdskou populací.
29. srpna – úterý
 V jihovýchodní části amerického státu Kentucky se zřítilo letadlo typu Cessna 401. Další letadlo na vnitrostátní lince z Filadelfie do Houstonu bylo odkloněno do Bristolu v Tennessee kvůli bombové hrozbě a Boeing 777 společnosti Egypt Air musel nouzově přistát v Kanadě, když čidla na jeho palubě zaznamenala kouř.
 Během převozu raketoplánu Atlantis se zlepšila předpověď, takže NASA se rozhodla vrátit raketoplán na startovací rampu.
31. srpna – čtvrtek
 Průměrná mzda vzrostla ve druhém čtvrtletí roku 2006 o 1 291 korun na průměrných 20 036 korun. Oproti druhému čtvrtletí roku 2005 zaznamenala růst o 6,9 procentního bodu. Po odečtení inflace se však průměrná mzda zvýšila „jen“ o 3,9 procenta.